# Пиндик Василь Михайлович
Василь Михайлович Пиндик (нар. 26 січня 1944 р., с. Великополовецьке, хутір Андріївка, Сквирський район, Київська область) — актор, бандурист. Заслужений артист України (1999). Помер 2024

## Біографія
Народився 26 січня 1944 року на хуторі Андріївка села Великополовецьке Сквирського району Київської області. У 1968 р. закінчив студію з підготовки акторських кадрів Міністерства культури при державній заслуженій капелі бандуристів УРСР, у 1972 р. — Рівненське музичне училище. У 1972—1977 рр. працював директором Степанської музичної школи на Рівненщині, у 1977—1992 рр. — художній керівник капели бандуристів Чернівецького університету, з 1992 р. — соліст-бандурист Буковинського ансамблю пісні і танцю Чернівецької філармонії.

## Творча діяльність
Виступав з гастролями в Україні, Румунії, Австрії, Німеччині. Написав біля 50 балад, пісень та дум. У його репертуарі твори Сидора Воробкевича: «Над Прутом у лузі», «На чужині», «Пам'ять руським Кобзарям», «Годі, браття, сумувати», «Заграй ми, цигане старий», «Буковина дорога». Співак активний популяризатор творів Тараса Шевченка, Юрія Федьковича, Миколи Бакая.

## Нагороди, відзнаки
- Заслужений артист України (1999).
- Лауреат літературно-мистецької премії імені Сидора Воробкевича.